# Castelvecchio Subequo
Castelvecchio Subequo è un comune italiano di 807 abitanti della provincia dell'Aquila in Abruzzo.

## Geografia fisica
Sorge ai piedi del monte Sirente, adagiato su uno sperone di roccia del monte Putano. Il paese è situato anche nel Parco naturale regionale Sirente-Velino, dunque sorge in una zona protetta. È un centro di piccole dimensioni che, purtuttavia, può vantare un cospicuo patrimonio di monumenti e lasciti medievali, rinascimentali e barocchi nonché una serie di siti archeologici di vivo interesse storico/culturale.

## Storia
Di antichissima origine, Castelvecchio conserva il patrimonio archeologico che fu della antica Superaequum, una delle tre capitali dei Peligni, con le attuali Corfinio e Sulmona. Numerose sono le testimonianze archeologiche relative alle epoche peligna, romana e paleocristiana, come pavimenti musivi, resti di un tempio dedicato ad Ercole Vincitore, resti di terme, acquedotti e fortificazioni, innumerevoli reperti scultorei, monete, anfore e gioielli, oltre al pregevole cimitero catacombale del IV secolo, tra le più antiche testimonianze di religiosità cristiana in Abruzzo.
Proprio la presenza del complesso ipogeo in località Colle Moro, al confine dell'area denominata Macrano, avvalora l'ipotesi che i ritrovamenti quivi effettuati siano da ricondursi alla civitas di Superaequum.
In età longobarda il borgo assunse il nome di Onuffolo o Nuffoli per riprendere il proprio appellativo in età normanna.
La tradizione vuole che in territorio subequano si mosse san Francesco (1216) e che vi sostasse anche papa Celestino V nel 1294.
Fu feudo dei conti di Celano, poi assunto il definitivo nome di Castelvecchio (1484) fu dei Piccolomini, dei Colonna (1633), dei Baroni Pietropaoli (1712), dei Colabattista e del principe Urbano Barberini (1789).

### Simboli
Lo stemma e il gonfalone del comune sono stati concessi con decreto del presidente della Repubblica del 22 dicembre 2010.
Il gonfalone è un drappo di giallo con la bordatura di azzurro.

## Monumenti e luoghi d'interesse

### Architetture religiose

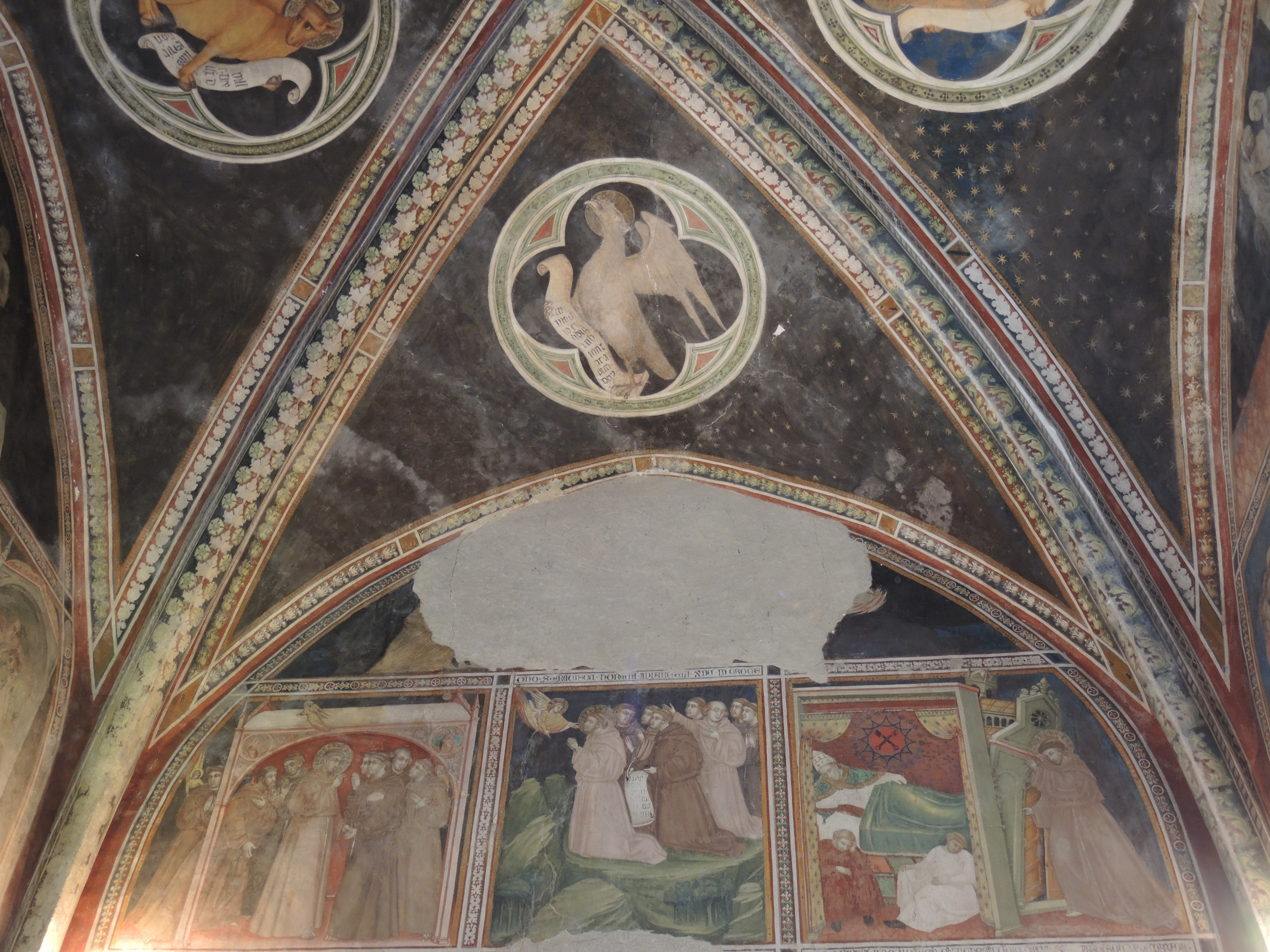
Affreschi medievali nella chiesa di San Francesco

- Chiesa di San Giovanni Battista ed Evangelista: l'edificio è sede della parrocchia, costruito su una cappella del Palazzo Castellato (ossia la fortezza di Castelvecchio). Nel 1500 divenne parrocchia. Nel 1073 compare come Chiesa dei SS. Giovanni Battista ed Eugenio ceduta dai Signori Gisone e Guglione, figli di Gualcherio, al Monastero di Farfa[6]. Dal 1183 è menzionata nella Bolla Corografica papale di Lucio III. Nel 1745, per volere dei Barberini, all'epoca feudatari, l'architetto Fontana fece abbattere la chiesa e la riedificò a tre navate.[7] Sulla sinistra della chiesa c'è l'ingresso al Palazzo Castellato; nel paramento in conci regolari a faccia-vista, è inserita la porta medievale a sesto acuto e sottarco ribassato e arretrato, che accoglieva la cancellata a ghigliottina di chiusura del varco; murata sulla destra c'è un'epigrafe romana che ricorda la riparazione dell'acquedotto che portava l'acqua a Corfinium.
Dalla piazzetta una scala a doppia rampa permette l'accesso alla chiesa, internamente divisa in tre navate di gusto tardo-barocco, presentando interessanti tele tra le quali quelle dedicate alla Vergine Addolorata e alle Anime Sante del Purgatorio. Il battistero è del XVIII secolo, realizzato in pietra e marmi policromi, con scolpito lo stemma civico del paese, realizzato da Gregorio d'Amato di Pescocostanzo. Dal 16 ottobre 1968 l'amministrazione parrocchiale è affidata ai Frati Minori del monastero di San Francesco.
- Chiesa di Sant'Agata: si trova in periferia, lungo via dei Marsi. L'esistenza della chiesa è documentata sin dal 1114, anche se oggi è abbastanza rimaneggiata perché, come dimostrano le mura esterne, la chiesa è stata ricostruita, a causa di terremoti, in forme ridotte rispetto al perimetro originale. L'apparato murario è in pietrame a visca e il portale, situato sul prospetto laterale, presenta una fascia in pietra che corre lungo tutto il perimetro, e una lunetta con frammento di affresco rinascimentale, forse rappresentante la santa. Nel prospetto più stretto si apre un finestrone rettangolare, e una finestra minore si trova presso l'ingresso originario, murato nel prospetto sud-ovest. I ritrovamenti dimostrano che la chiesa fu costruita sopra un complesso termale romano, accanto al tempio di Ercole Vincitore. Non sembra casuale la disposizione rilevata sul prospetto orientale, di numerose grandi pietre modanate che definiscono il livello interno dell'edificio, e forse costituenti un tempo il podio utilizzato come supporto basamentale della nuova costruzione cristiana.[8] All'interno a navata unica, presso l'abside si trova un affresco cinquecentesco della santa con i simboli del suo martirio tenuti in mano. Sul retro sono situate strutture di un più ampio complesso non terminato. Di fronte all'ingresso si trova una fonte trecentesca per l'abbeveramento degli animali e una parte più bassa usata come lavatoio, molto venerata dai castelvecchiesi perché ritenuta miracolosa. Vi si celebra il rito taumaturgico nel giorno di Sant'Agata il 4 febbraio.
- Chiesa di San Rocco: lungo la via omonima, è una piccola chiesa seicentesca a pianta rettangolare con soffitto a capanna. Fu costruita dopo la grave pestilenza che infuse negli abruzzesi il culto del santo, come dimostrano gli affreschi presso l'altare con le raffigurazioni dei vari miracoli di San Rocco. Sulla destra del presbiterio c'p dipinto un veliero con scialuppa, riferimento alle epidemie di peste che le navi mercantili provenienti dall'Oriente, importavano in Occidente. L'affresco forse è del 1525, come indica la data. Un alto affresco si trova sulla parete destra della chiesa, rappresentante il santo accanto alla Madonna col Bambino in trono.
L'esterno è molto semplice, con il portale in stile tardo romanico presso la facciata, con lunetta affrescata.
- Chiesa di Santa Elisabetta: già nominata "Madonna della Rivera", si trova nel centro storico in rua Rivera, o anche via Colle. La chiesa ha origini medievali, ma oggi si presenta in forme settecentesche. Degna di nota è la facciata a capanna con un portale molto variegato, perché mescola nella cornice elementi barocchi a bassorilievi romani rinvenuti nella zona italica di "Superaequum". I bassorilievi romani mostrano due donne di lato che reggono con la schiena gli stipiti, mentre sopra l'architrave in posizione centrale si trova una testa di angelo affiancata da due ali. Una seconda cornice a volute orna il portale, racchiudendo in posizione centrale il rilievo della Madonna col Bambino.

#### Monastero di San Francesco d'Assisi

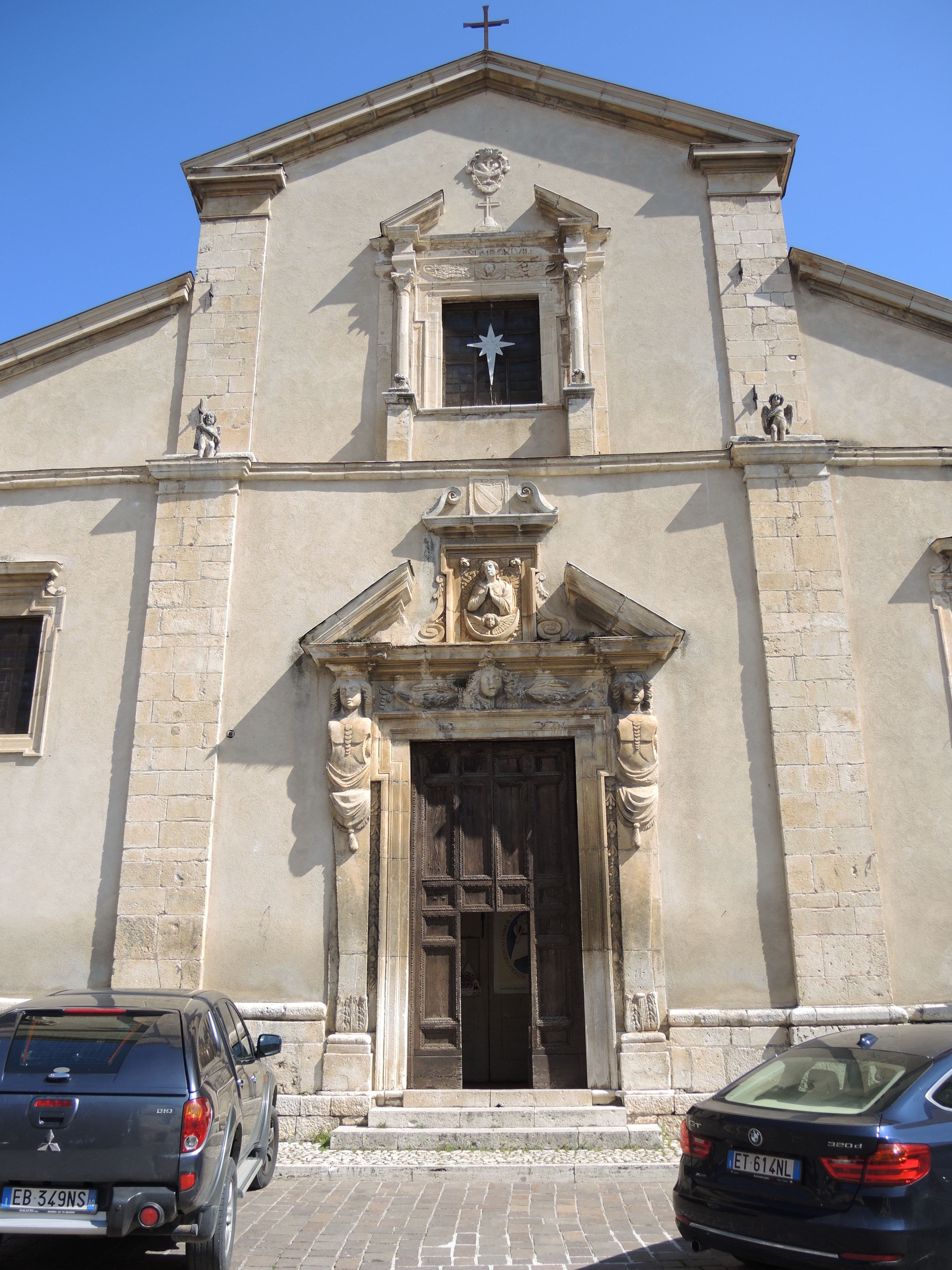
Monastero di San Francesco d'Assisi

Campeggia sull'intero abitato il complesso monumentale Francescano costituito da chiesa, convento e chiostro. All'interno della chiesa si possono osservare rari e pregevoli affreschi trecenteschi di scuola giottesca che illustrano, con una sequenza di riquadri, gli episodi salienti della vita di san Francesco. Nella parte centrale del paese si evidenzia il palazzo medioevale con bifore, detto Palazzo Giorgi, mentre nella parte più alta si trova la porta del Castello Medioevale appartenuto ai conti di Celano.

### Palazzi
- Palazzo Lucchini - Ginnetti: struttura rinascimentale-settecentesca situata nel centro storico, con portale in bugnato.
- Palazzo Giorgi: interessante casa gotica del XIII secolo in piazza Vittorio Emanuele. Ha pianta rettangolare, con le facciate rivolte in piazza decorate da due bifore duecentesche. La parte bassa, usata per le botteghe, ha due grandi archi: il primo maggiore è originale, mentre il secondo è stato rimodellato nel Cinquecento con cornice tipica.
- Palazzo Catellato: dei Conti di Celano, sorge nella parte più alta di Castelvecchio, accanto alla chiesa di San Giovanni. Fu la principale fortificazione del borgo, appartenuta ai Conti di Valva nel XIII secolo, poi ai Conti di Celano e infine alla grande famiglia dei Barberini, che avevano in possesso anche il palazzo ducale della vicina Gagliano Aterno. Il castello sub' varie modifiche nel corso dei secoli, e oggi si mostra come un'elegante struttura fortificata con decorazioni gentilizie all'esterno, mentre l'interno un tempo spartano ha visto trasformati i suoi semplici arredi militari in settecenteschi spazi residenziali. Il palazzo ha una forma rettangolare a due corpi che formano un L, poiché una parte è stata demolita per lasciar posto alla chiesa di San Giovanni. Il palazzo è addossato alle case del borgo antico, alcune delle quali sul lato ovest mostrano ancora gli elementi medievali, con torrette di vedetta. Anche il palazzo verso nord, ha la sua torretta con bifore che guarda verso piazza Vittorio Emanuele. L'esterno si presenta settecentesco, frutto delle ristrutturazioni dei Barberini, e rimane poco dell'antico apparato decorativo medievale.

Danneggiato dal sisma del 2009, il commissario delegato per la Ricostruzione, Gianni Chiodi, ex presidente dell'Abruzzo, ha firmato nel 2011 il decreto n. 64 con realizzazione di 36 interventi localizzati nei comuni del cratere, tra cui quello di Castelvecchio. Per il recupero del palazzo sono stati stanziati 1.695.662 euro.

### Siti archeologici

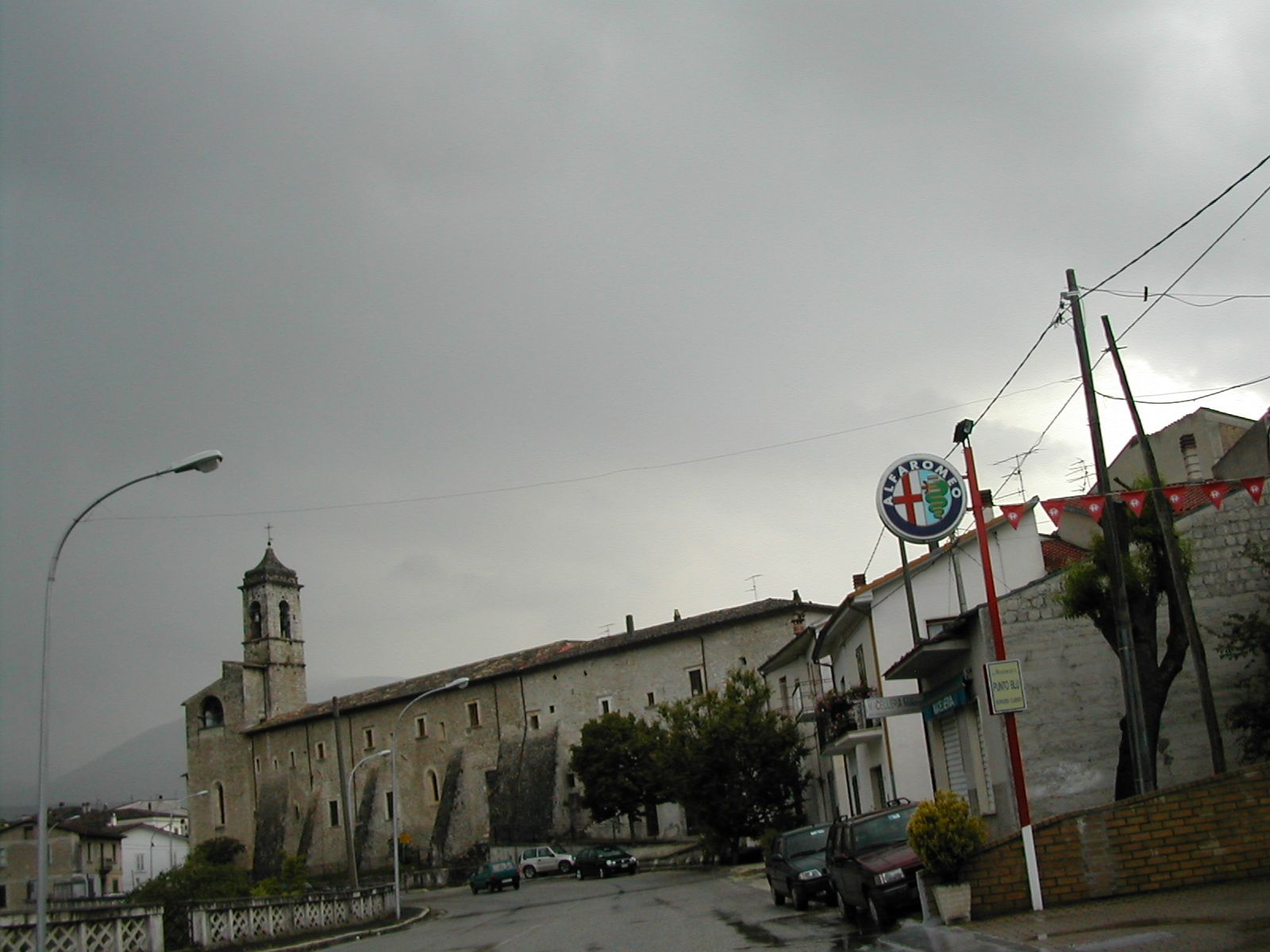
Convento di San Francesco

- Catacombe cristiane di Colle Moria: si tratta di una catacomba del IV secolo, scoperta nel luglio del 1943. Un ragazzo che giocava con dei compagni sprofondò in una buca nella parte nord del Colle Moria, che immetteva in una lunga galleria. La Soprintendenza di L'Aquila-Chieti, successivamente la competente Pontificia Commissione di Archeologia Sacra, fecero un sopralluogo e iniziarono gli scavi per recuperare il patrimonio artistico italico. Tale catacomba è una galleria scavata nella roccia, composta da grandi banchi di sabbiolina bianca finissima, lunga una quarantina di metri, ripartita in due bracci ad angolo retto, di circa una ventina di metri, larga un metro e venti, alta due metri con volta a botte; è ripiena ai lati di sepolture con iscrizioni graffite sopra l'intonaco.
Nella galleria si osservano vari sepolcri, iscrizioni, lucernette collocate nelle nicchie della pareti, una croce uncinata con le gamme volte a sinistra, alta 16 centimetri tracciata con stecca nella calce fresca, un monogramma cristologico alto 13 centimetri, tracciato ugualmente con la stessa sopra l'intonaco appena impastato.
Le sepolture sono di tre specie: fosse in terra o forme, arcosoli e loculi. Le forme sono scavate nel suolo lungo le pareti della galleria, gli arcosoli sono tagliati al piano della galleria o più in alto, chiusi e coperti da tegole di 74 centimetri e larghi 48. I loculi infine sono di grandi dimensioni, tagliati nelle pareti in alto, contenenti scheletri di uomini di grande corporatura.

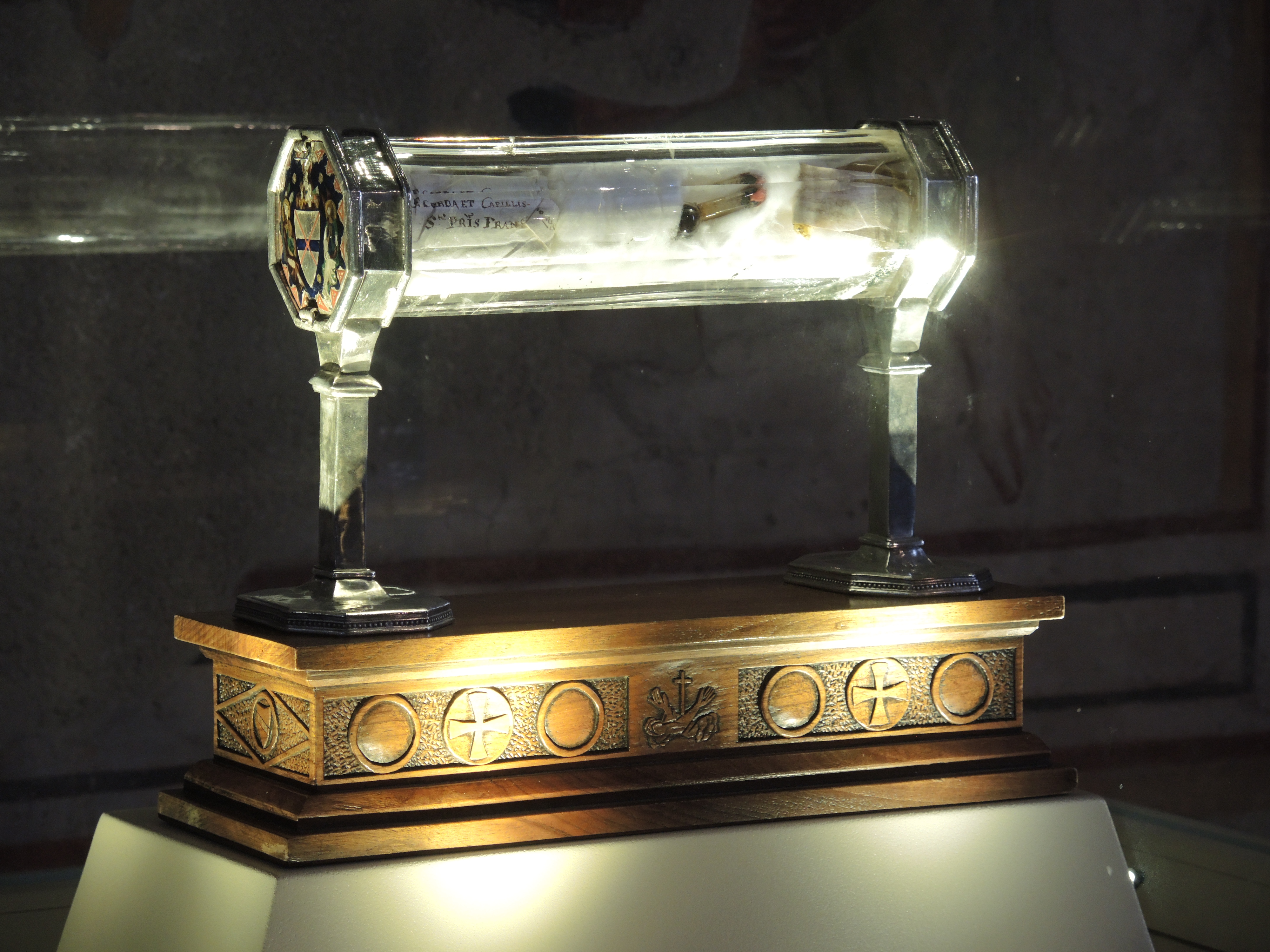
Reliquiario del sangue di San Francesco, nel Museo diocesano

- Area archeologica di Superaequum: in contrada Macrano, si trova presso l'antico abitato peligno, lungo lo snodo stradale che dalla terra Peligna portava nella landa dei Vestini (tra L'Aquila e la provincia pescarese). La città sorse nel I secolo a.C. dopo la conquista romana delle terre sannite, composta da un nucleo con altri sparsi nella conca Subequana. La popolazione aveva scambi e comunicazioni sia con Corfinium che con le città vestine di Amiternum e Peltuinum, e negli scavi sono riaffiorati resti di mura di cinta, acquedotti, pavimenti a mosaico, ruderi di edifici civili in opus reticulatum, templi, lapidi, armi e monete, queste conservate nell'annesso museo archeologico. Le lapidi sono state traslate nel corso dei secoli nei monumenti della nuova città di Castelvecchio, come la lapide dell'acquedotto situata nella facciata della chiesa di San Giovanni. Un cippo dedicato a Ercole nel 1921 è stato rinvenuto presso zona Fonte Sant'Agata, e reca l'iscrizione doppia SA SEIO VOLENTIERI AL SUO PATRONO ERCOLE DA' IN DONO METALLI LAVORATI - SEIO SA AD ERCOLE VINCITORE. Si tratta di lingua latina frammista a elementi dialettali osco-umbri del I secolo a.C. Vicino al cippo sono stati trovati bronzetti di Ercole. Anni prima l'archeologo Theodor Mommsen rintracciò nel territorio una lapide dedicata a Ercole, con scritto SEX VIBUS SEX CARUS HER D.D.L.M. ("Sesto Vibio e Sesto Caro dedicarono ad Ercole con riconoscente memoria")[9].

### Aree naturali
- Altopiano di Baullo[10]
- Parco naturale regionale Sirente-Velino

## Società

### Evoluzione demografica
Gemellato con il comune di Dorgali in Sardegna Abitanti censiti

### Tradizioni e folclore
- Festa patronale di sant'Agata, celebrata il 4 e 5 febbraio e il 20 agosto.
- Festa patronale di san Giovanni Battista, celebrata il 24 giugno.
- Festa patronale di san Francesco d'Assisi, celebrata il 17 settembre (comparsa delle stigmate) e il 4 ottobre (morte del santo)

## Cultura

### Musei
- Museo archeologico
- Museo di arte sacra Convento di San Francesco

## Infrastrutture e trasporti

### Strade
Il territorio comunale è attraversato dalla Strada statale 5 Tiburtina, che lo collega ad Avezzano, L'Aquila e Sulmona, e da diverse strade provinciali della provincia dell'Aquila, tra cui la n. 11 "Sirentina".

### Ferrovie
La parte bassa del territorio comunale è attraversata dalla ferrovia Sulmona-L'Aquila, linea secondaria a binario unico e trazione diesel, che serve il comune con la piccola stazione di Molina-Castelvecchio Subequo, posta a circa 2,2 km dal paese.

## Amministrazione
| Periodo           | Periodo           | Primo cittadino          | Partito                                                                                       | Carica  | Note          |
| ----------------- | ----------------- | ------------------------ | --------------------------------------------------------------------------------------------- | ------- | ------------- |
| 23 aprile 1995    | 13 giugno 2004    | Armando Frittella        | Lista civica di Sinistra (1995-1999) Lista civica di Centro (1999-2004)                       | Sindaco | [ 12 ] [ 13 ] |
| 14 giugno 2004    | 29 marzo 2010     | Carmine Domenico Amorosi | Lista civica                                                                                  | Sindaco | [ 14 ]        |
| 30 marzo 2010     | 21 settembre 2020 | Pietro Salutari          | Lista civica Castelvecchio Subequo è (2010-2015) Lista civica Tradizione e futuro (2015-2020) | Sindaco | [ 15 ]        |
| 21 settembre 2020 | in carica         | Marisa Valeri            | Lista civica SiAmo Castelvecchio                                                              | Sindaco | [ 1 ]         |